# Sonam Narboo
Sonam Narboo alias Sonam Norbu (tibétain : བསོད་ནམས་ནོར་བུ, Wylie : bsod nams nor bu, 27 mai 1909, au village de Skara, près de  Leh-2 février 1980) est un homme politique ladakhi. 

## Biographie
Sonam Narboo est né dans une famille bouddhiste de classe moyenne appelée Nyachu de Leh. Ses parents étaient des fermiers de profession. Sonam Narboo était l'aîné de trois frères et deux sœurs.
Diplômé de l'université du Punjab, il est le premier Ladakhi à avoir étudié en Angleterre, et à y avoir obtenu un diplôme d’ingénierie civile à l’université de Sheffield dans les années 1930. 
Sonam Narboo a joué un rôle de premier plan dans l'administration et le développement du Ladakh, ainsi que dans la politique ladakhi dans les années 1940-1970.
Pour ses exploits en ingénierie, qui comprenaient la construction en 1948 de l’aérodrome de Leh, l'aéroport Kushok-Bakula-Rimpoché, l’un des aérodromes les plus hauts du monde, Sonam Narboo a reçu le Padma Shri en 1961.
Il est le premier ambassadeur de l'Inde en Mongolie de février 1971 à février 1975.  
Sonam Narboo devient ministre des travaux et des Affaires du Ladakh du cabinet du cheikh Mohammad Abdullah en 1975 et reste à ce poste jusqu'à sa mort en 1980. Il est ministre quand il invite en 1976 le dalaï-lama, rencontré l'année précédente, à visiter le Ladakh . La visite se déroula sur 19 jours, en août-septembre 1976.
Après la mort de Sonam Narboo en février 1980, son fils, Sonam Wangchuk alias Pinto Narboo, est nommé par le cheikh Mohammad Abdullah dans son cabinet en tant que vice-ministre.
Le Sonam Norbu Memorial Hospital, le seul hôpital du district de Leh, finalisé en 1980, est nommé en sa mémoire .